# Johann Philipp Kirnberger
Johann Philipp Kirnberger (født 24. april 1721 i Saalfeld Saale, død 27. juli 1783 i Berlin) var en tysk musiker, komponist og musikteoretiker. Han var elev af Johann Sebastian Bach og blev kendt som violinist ved Frederik den Store af Preussens hof, hvor han blev ansat i 1751. Han underviste den preussiske prinssesse Anna Amalia i komposition fra 1758 til sin død. Kirnberger var en stor beundrer af Bach og ønskede at udgive alle Bachs koraler, som udkom efter Bachs død. Mange af Bachs manuskripter er blevet bevaret i Kirnbergers bibliotek ("Kirnbergersamlngen").
I dag er han mest kendt for sit teoretiske værk, Die Kunst des reinen Satzes in der Musik (1774).

## Liv og gerning
Allerede i tidlige barneår fik han violin- og klaverundervisning. Efter latinskolen i Coburg rejste han til Johann Peter Kellner i Gräfenroda for at fuldføre musikuddannelsen. En senere lærer var hoforganisten Heinrich Nicolaus Gerber i Sondershausen. Kirnberger opholdt sig i Leipzig en kort periode i året 1741, og han kan have været elev af Johann Sebastian Bach i denne periode, men det er ikke dokumenteret.
Efter et kort ophold i Dresden var Kirnberger i Polen i årene fra 1741 til 1751, hvor han blandt andet arbejdede som cembalist og kapelmester.
I 1750-årene vendte han tilbage til Tyskland for at få undervisning i violinspil. Efter at have været ansat som violinist ved det kongelige kapel i Potsdam sluttede han sig til markgreve Heinrichs kapel i Rheinsberg. Fra 1758 og frem til sin død var Kirnberger kompositionslærer for Anna Amalie von Preußen og fungerede tillige som kapelmester og musikrådgiver ved det preussiske hof. Det var i denne periode, at de fleste af hans kompositioner blev skrevet.

## Musik og betydning
Kirnbergers kammermusik består stort set af fløjtesonater og triosonater, og der findes en del perler blandt disse. En fløjtesonate i es-mol er sandsynligvis hans mest betydelige værk. I nyere tid har Kirnbergers musik oplevet en renæssance.
Han var en ivrig musiksamler, og en række værker af J.S. Bach er bevaret takket være ham. De mest kendte er den såkaldte Kirnberger-samling med koralbearbejdelser (BWV 690–713)
Den dansk-norske pianist, kapelmester og komponist Israel Gottlieb Wernicke studerede kontrapunkt hos Kirnberger.

## Værker
- Sinfonia för 2 Horn, Strygere og Basso continuo D–dur
- Sinfonia B-Dur
- Sonate Nr. 1 for Fløjte og Basso continuo C-Dur (Berlin 1767, Wever)
- Sonate Nr. 2 for Fløjte og Basso continuo C-Dur (Berlin 1769, Winter)
- Sonate Nr. 3 for Fløjte og Basso continuo ess-Moll
- Sonate Nr. 4 for Fløjte og Basso continuo e-Moll
- Sonate Nr. 5 for Fløjte og Basso continuo F-Dur (Berlin 1763, Birnstiel)
- Sonate Nr. 6 for Fløjte og Basso continuo G-Dur (Berlin 1761, Birnstiel)
- Sonate Nr. 7 for Fløjte og Basso continuo G-Dur (Berlin 1767, Wever)
- Sonate Nr. 8 for Fløjte og Basso continuo G-Dur (Berlin 1769, Winter)
- Sonate Nr. 9 for Fløjte og Basso continuo g-mol (Berlin 1761, Birnstiel)
- Sonate Nr. 10 for Fløjte og Basso continuo B-Dur (Berlin 1763, Birnstiel)
- Sonate Nr. 1 for Violin og Basso continuo C-Dur
- Sonate Nr. 2 for Violin og Basso continuo c-mol
- Sonate for Violoncell og Basso continuo C-Dur (Berlin 1769, Winter)
- Sonate for Oboe og Basso continuo B-Dur (Berlin 1769, Winter)
- 10 Triosonater for Fløjte/Violin, Violin og Basso continuo
- Klaversonat i D-Dur
- Klaversonat i G-Dur
- Musicalischer Circul a-Moll
- 8 Fugor för Klaver (Cembalo) och Orgel
- 10 Variationer over "Ich schlief, da träumte mir"
- "Gelobet seist du, Jesu Christ", Orgelkoral
- "Was Gott tut, das ist wohlgetan, Orgelkoral
- "Erbarm dich unser Gott", Motett

## Forfatterskab
- Der allezeit fertige Polonoisen- und Menuettencomponist (1757)
- Construction der gleichschwebenden Temperatur (c. 1760),
- Anmerkungen über das Allabreve des Herrn Kirnberger in der 3. Sammlung von Marpurgs Clavierstücken (1763)
- die 112 musikalischen Artikel im 1. Teil (Buchstabe A-I) von J.G. Sulzer, Allgemeine Theorie der schönen Künste (1771)
- Die Kunst des reinen Satzes in der Musik in 2 Teilen (1771/76-79)
- Die wahren Grundsätze zum Gebrauche der Harmonie (1773), nach Kirnbergers Unterricht verfasst von J.A.P. Schulz
- Grundsätze des Generalbasses als erste Linien zur Komposition (1781)
- Gedanken über die verschiedenen Lehrarten in der Komposition als Vorbereitung zur Fugenkenntnis (1782)
- Anleitung zur Singecomposition mit Oden in verschiedenen Sylbenmaaßen begleitet (1782)
- Methode, Sonaten aus’m Ermel zu schüddeln (1783)